# Hypodiscus rugosus
Hypodiscus rugosus là một loài thực vật có hoa trong họ Restionaceae. Loài này được Mart. mô tả khoa học đầu tiên năm 1869.